# Wanderer

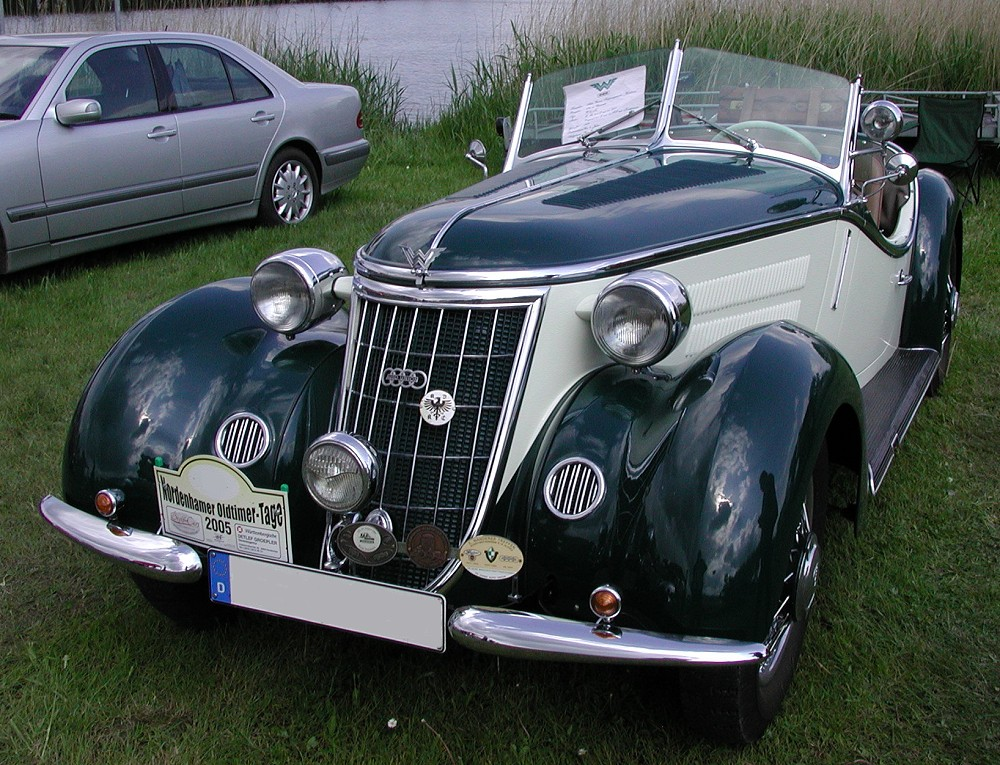
Auto Union Wanderer W25K

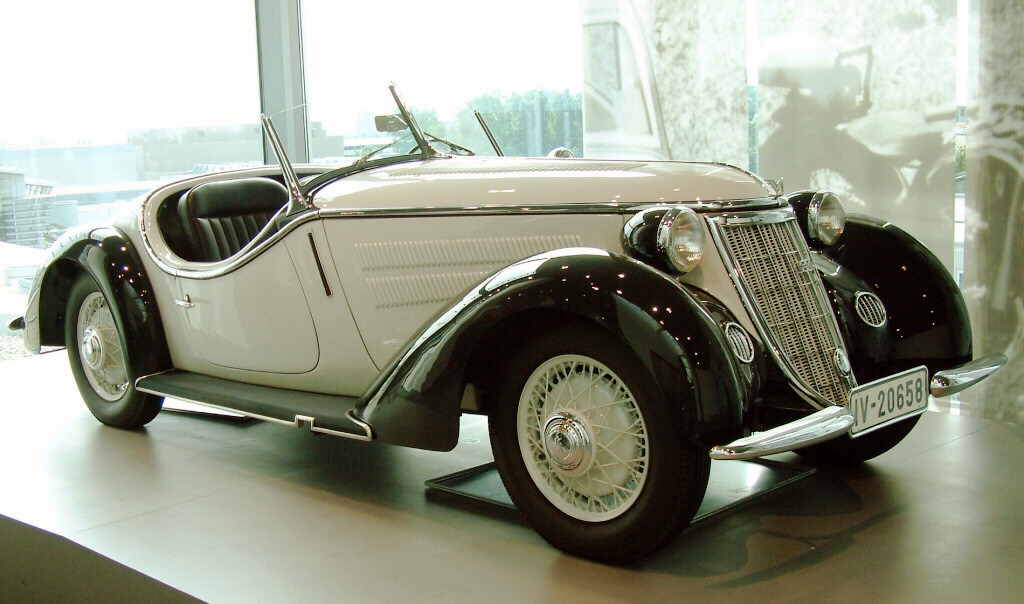
Wanderer W25 K

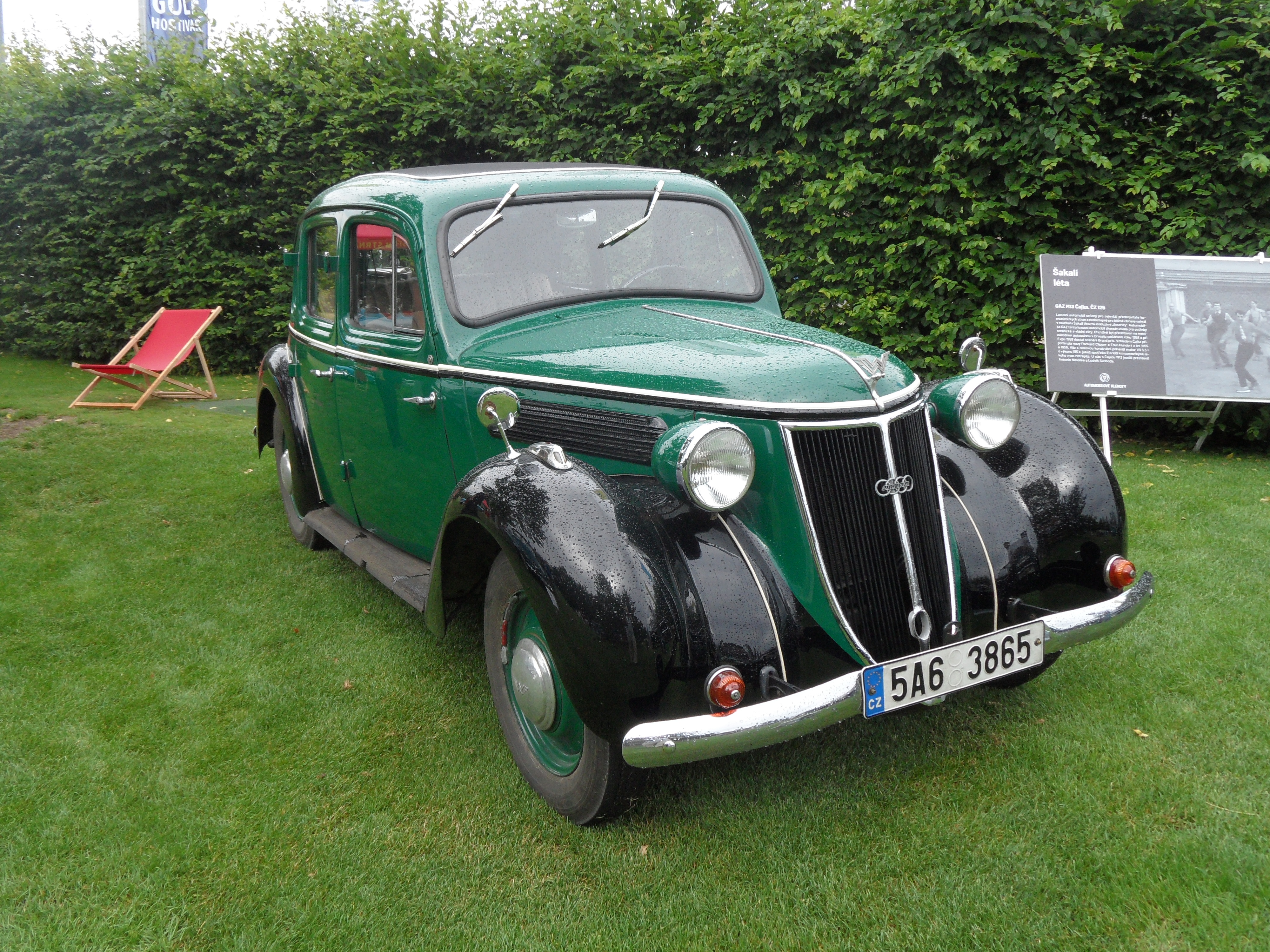
Wanderer (1938, 1755 ccm) na Automobilové klenoty 2019

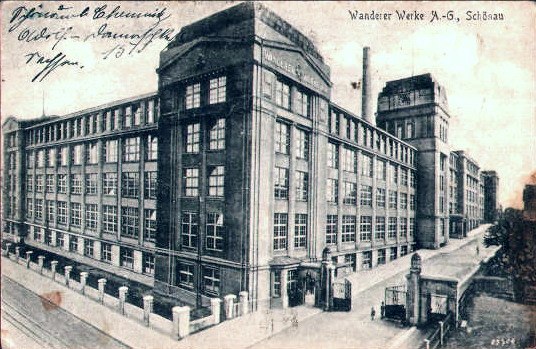
Továrna v Schönau v roce 1920

Firma Wanderer vyráběla automobily, motocykly, jízdní kola a Kancelářské stroje v Německu od počátku 20. století až do roku 1939. 

## Historie
Kořeny společnosti sahají až do roku 1885, kdy J. B. Winklhofer a R. A. Jaenicke založili opravnu jízdních kol Chemnitzer-Velociped-Depot Winkelhofer & Jaenicke, která o několik let později vyráběla vlastní kola. Jméno „Wanderer“ (poutník) zvolili zakladatelé Winklhofer a Jaenicke jako překlad anglického „Rover“, které pro svá jízdní kola užíval anglický výrobce John Kemp Starley. V roce 1900 byl Wanderer jedním z nejvýznamnějších výrobců v Německu, vyvíjel mnohá zlepšení a řadu z nich nechal i patentovat. V této době také rozšířil svou výrobu o psací a počítací stroje Continental, které pod touto značkou později vyráběl v milionových sériích.
První motocykl byl vyroben v roce 1902 a o tři roky později vznikl i prototyp automobilu Wanderermobil. V roce 1911 firma představila vůz W1 na autosalonu v Berlíně a o rok později tyto automobily začala prodávat. 
Na nátlak Dresdner Bank, od které měla úvěr 5 miliónů marek prodala licenci na výrobu motocyklů Františku Janečkovi, který s její pomocí založil značku Jawa (Janeček Wanderer). 
Od roku 1932 byla součástí Auto Union spolu se značkami Audi, DKW a Horch. Její továrny v saských městech Siegmar a Chemnitz (v místní části Schönau) byly během druhé světové války velmi poničeny a výroba automobilů ve firmě tak prakticky přestala existovat. V roce 1948 bylo zbylé vybavení továren odvezeno do Sovětského svazu v rámci reparací. Potomci zakladatelů založili v Mnichově novou Wanderer Werke AG vyrábějící jízdní kola a frézovací stroje.
Nástupcem původní firmy v Německu byla společnost Wanderer Werke AG – finanční holding bez vlastních výrobních závodů. Ta skončila v červenci 2010 v insolvenci. Značka Wanderer poté přešla na výrobce jízdních kol z Kolína nad Rýnem firmu Hercules.

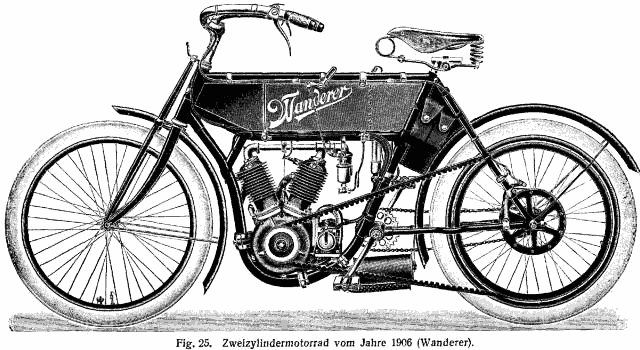
Motocykl Wanderer Mofa (1904)